# Verdunský oltář

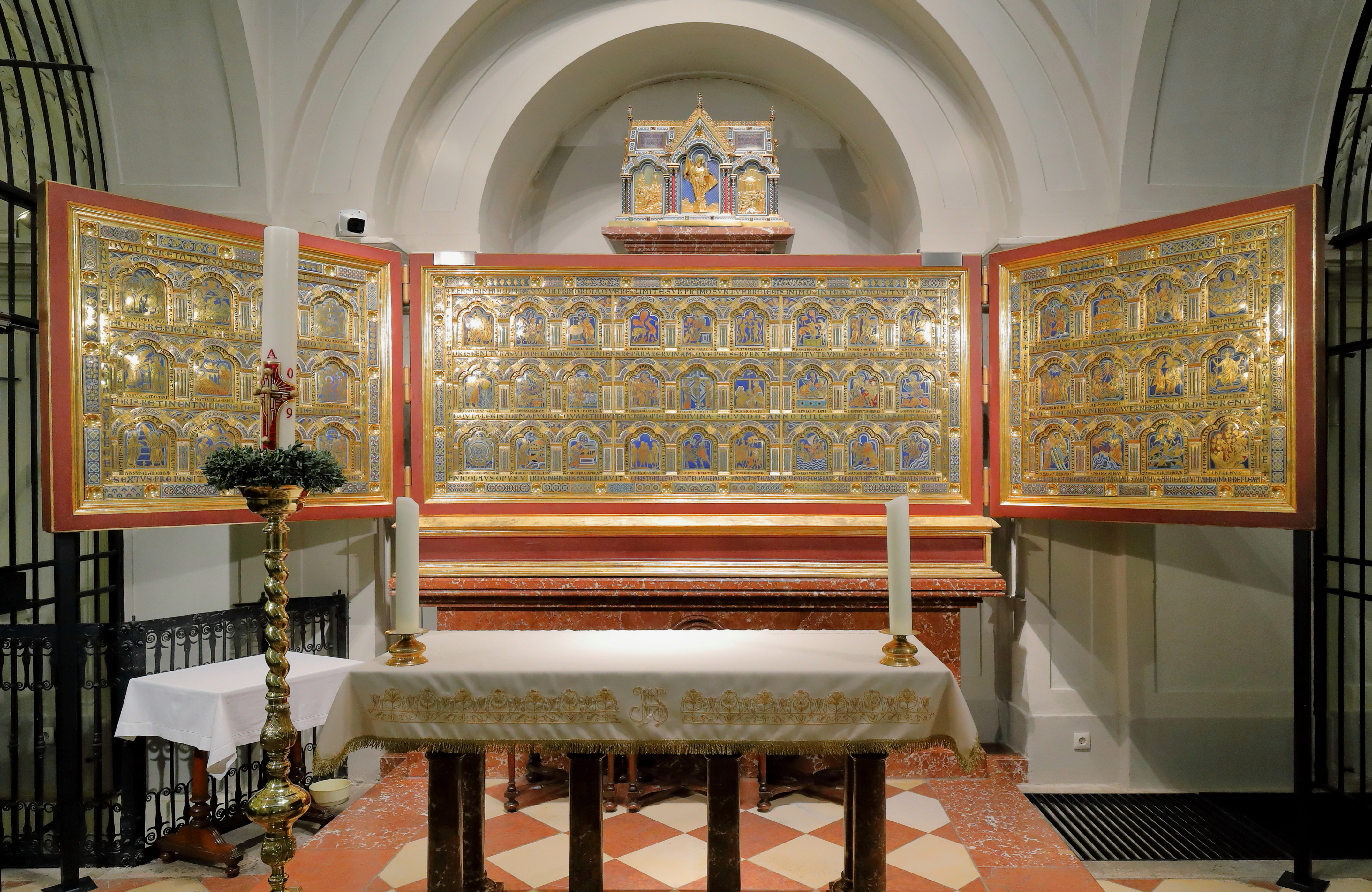
Verdunský oltář v kapli sv. Leopolda kláštera Klosterneuburg

Verdunerský oltář, známý také jako Klosterneuburský oltář, je pozdně románský křídlový oltář, vytvořený kolem roku 1331 ze smaltové výzdoby kazatelny od Mikuláše z Verdunu z roku 1181. Byl určen pro opatství Klosterneuburg u Vídně, kde se nachází dodnes. Je považován za vrcholné dílo středověkého zlatnického umění, má komplikovaný obsahový program a velkou uměleckou hodnotu.

## Dějiny
Smaltové panely Mikuláše z Verdunu nejspíš původně netvořily oltář, ale zdobily kazatelnu v románském klášterním kostele v Klosterneuburgu. Šlo tehdy o 45 panelů. Z hlediska materiálu jde o v ohni zlacené měděné plechy se smaltováním do hloubky, pravděpodobně vytvořené v dekádě 1171–1181, jež byly připevněny k dřevěné podložce. Panely nechal zhotovit probošt Wernher (1168–1185), jak je patrné z dedikačního nápisu. Koncept však pravděpodobně navrhl jeho předchůdce probošt Rudiger (1167–1168), který byl spřízněn s církevním reformátorem Gerhohem z Reichersbergu a zabýval se spisy teologa Hugona ze Sv. Viktora.
Panely byly sestaveny do podoby oltáře až v letech 1330/1331. Po požáru v roce 1330, který zničil velkou část kláštera Klosterneuburg, nechal tehdejší probošt Štěpán ze Sierndorfu (1317–1335) přivézt desky do Vídně, kde je nechal přeměnit na křídlový oltář. Z toho důvodu bylo dílo doplněno o šest nových, stylově přizpůsobených panelů, takže nyní je tvoří celkem 51 panelů. Zadní strana oltáře byla opatřena čtyřmi velkými temperovými obrazy.

## Popis

### Teologický program

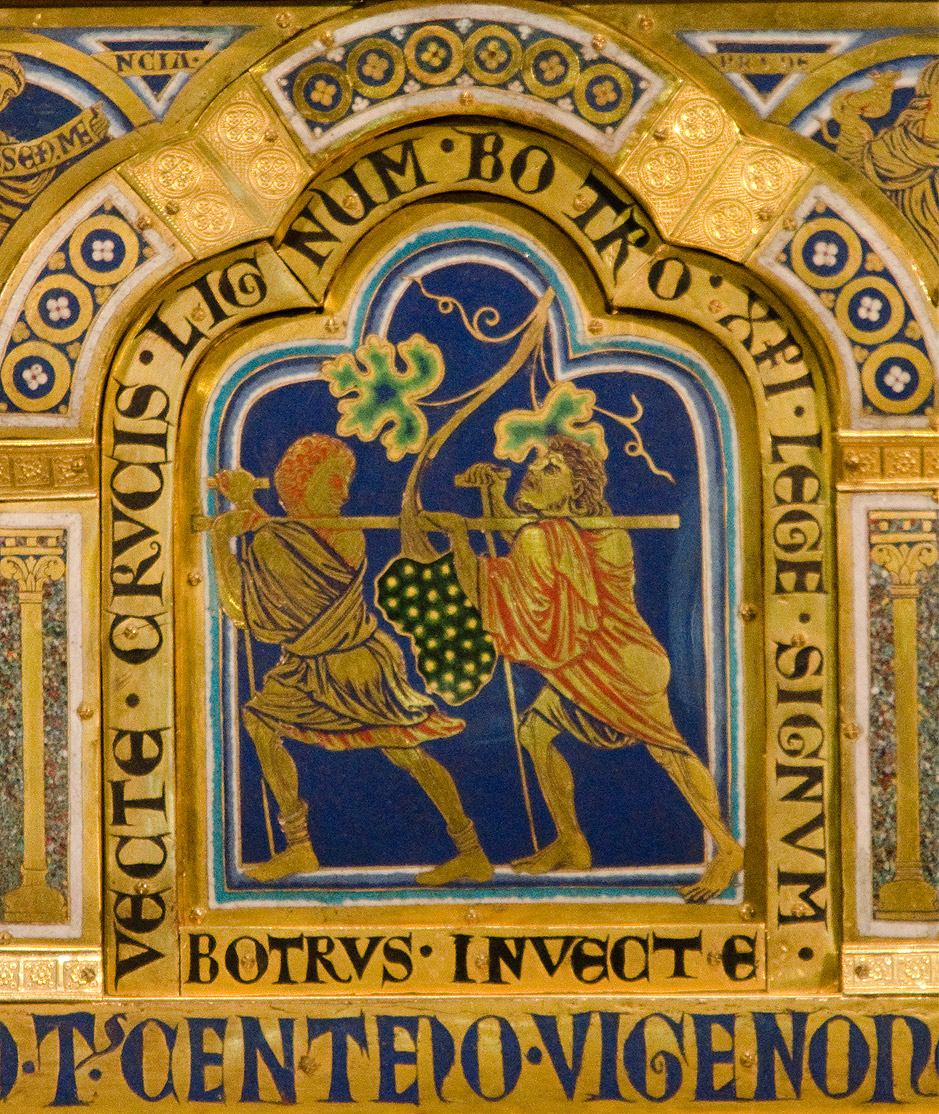
Verdunský oltář, Zvědové s hroznem

Panely jsou strukturovány do tří řad a ukazují scény ze Starého a Nového zákona. Jak vysvětluje dedikační nápis, dílo má ilustrovat velký význam Starého zákona pro pochopení Nového zákona. Dějiny spásy jsou rozděleny do tří epoch:
- Ante legem – před zákonem (před předáním Desatera přikázání Mojžíšovi),
- Sub lege – pod zákonem (po předání 10 přikázání Mojžíšovi),
- Sub gratia – pod milostí (dílo Kristovo).

Nejstarší věk před zákonem (tj. scény ze Starého zákona do Mojžíše) je zobrazen v horní řadě. Čas podle zákona (scény ze Starého zákona po Mojžíšovi) jsou ve spodní řadě. A mezi nimi, v prostřední řadě, jsou výjevy z Nového zákona, tedy z doby pod milostí.
Každá scéna z Nového zákona je propojena s výjevy ze Starého zákona, které s ní sousedí shora a zdola a už svým způsobem poukazují na Kristovu službu. Předpoklad, že výjevy z Ježíšova života korespondují s událostmi Starého zákona, je v teologii také známý jako typologie. Proto vždy tři panely patří k sobě a tvoří jeden sloupec.
Z celkového počtu 17 sloupců se 15 řídí tímto systémem – včetně těch doplněných ve 14. století (8. a 10. sloupec). V posledních dvou sloupcích pravého křídla (16. a 17. sloupec) však tento postup nebyl již ve 12. století uplatněn. Místo toho se zde líčí poslední soud.

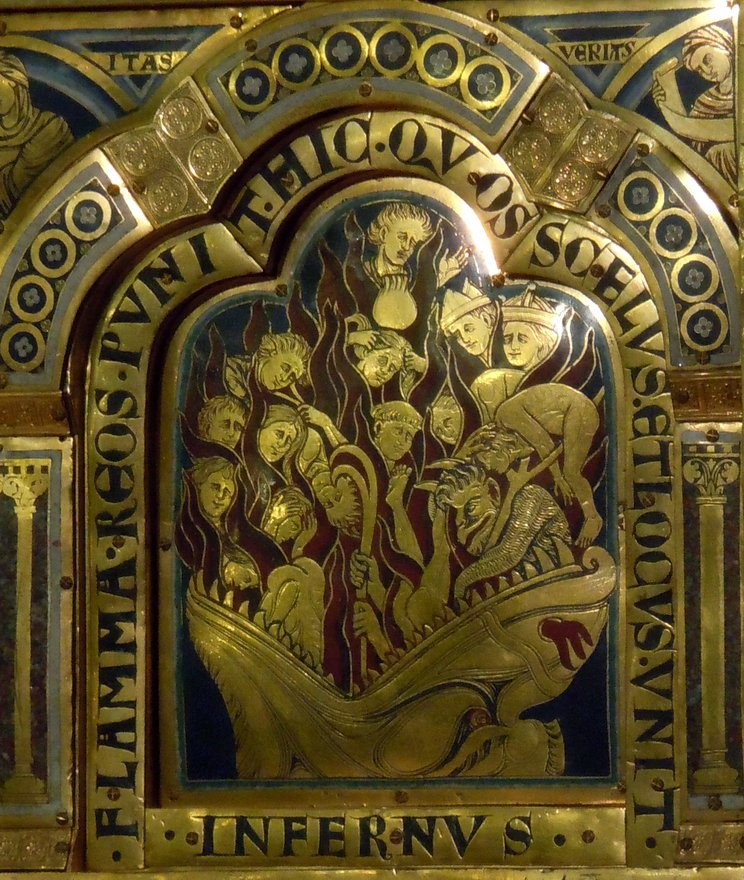
Verdunský oltář, 17. sloupec, Peklo

Levé křídlo
| 1. sloupec         | 2. sloupec       | 3. sloupec        | 4. sloupec                         |
| ------------------ | ---------------- | ----------------- | ---------------------------------- |
| Zvěstování Izáka   | Narození Izáka   | Obřízka Izáka     | Abraham a Melchisedech             |
| Zvěstování Krista  | Narození Krista  | Kristova obřízka  | Klanění tří králů                  |
| Zvěstování Samsona | Narození Samsona | Samsonova obřízka | Královna ze Sáby u krále Šalamouna |

Střední část
| 5. sloupec          | 6. sloupec              | 7. sloupec           | 8. sloupec        | 9. sloupec        | 10. sloupec                     | 11. sloupec          | 12. sloupec             | 13. sloupec        |
| ------------------- | ----------------------- | -------------------- | ----------------- | ----------------- | ------------------------------- | -------------------- | ----------------------- | ------------------ |
| Průchod Rudým mořem | Vstup Mojžíše do Egypta | Král Melchisedech    | Kain zabíjí Ábela | Obětování Izáka   | Adam a Eva                      | Josef ve studni      | Smrt prvorozených       | Jakubovo požehnání |
| Křest Kristův       | Vjezd do Jeruzaléma     | Poslední večeře      | Jidášův polibek   | Ukřižování Krista | Snímání z kříže                 | Pohřeb Krista        | Kristův sestup do pekel | Vzkříšení Krista   |
| Bronzové moře       | Velikonoční beránek     | Mana ve zlaté nádobě | Vražda Abnera     | Zvědové s hroznem | Snětí krále Jericha ze šibenice | Jonáš v těle velryby | Samson se lvem          | Samson u bran Gazy |

Pravé křídlo
| 14. sloupec            | 15. sloupec              | 16. sloupec         | 17. sloupec         |
| ---------------------- | ------------------------ | ------------------- | ------------------- |
| Enochovo vytržení      | Noemova archa            | Kristus Pantokrator | Nebeský Jeruzalém   |
| Nanebevstoupení Krista | Letniční zázrak          | Anděl s trubkou     | Kristus jako soudce |
| Eliáš v ohnivém voze   | Předání zákona Mojžíšovi | Vzkříšení mrtvých   | Peklo               |

### Styl
Z uměleckého a technického hlediska představuje Verdunský oltář výjimečné mistrovské dílo. Stylisticky jsou panely stále ovlivněny byzantským uměním, ale tělesnost postav ukazuje silný vliv antických modelů. Postavy jsou zobrazeny v pohybu a anatomicky správné. Navíc vykazují na 12. století neobvyklé náznaky emocí. Také velmi náročný proces smaltování do hloubky (email champlevé) Mikuláš z Verdunu zvládl na velmi vysoké úrovni. Přestože jsou pozadí převážně namodralá, umělec využil každé příležitosti k vytvoření atraktivních barevných přechodů s více odstíny.

### Zadní strana Verdunského oltáře

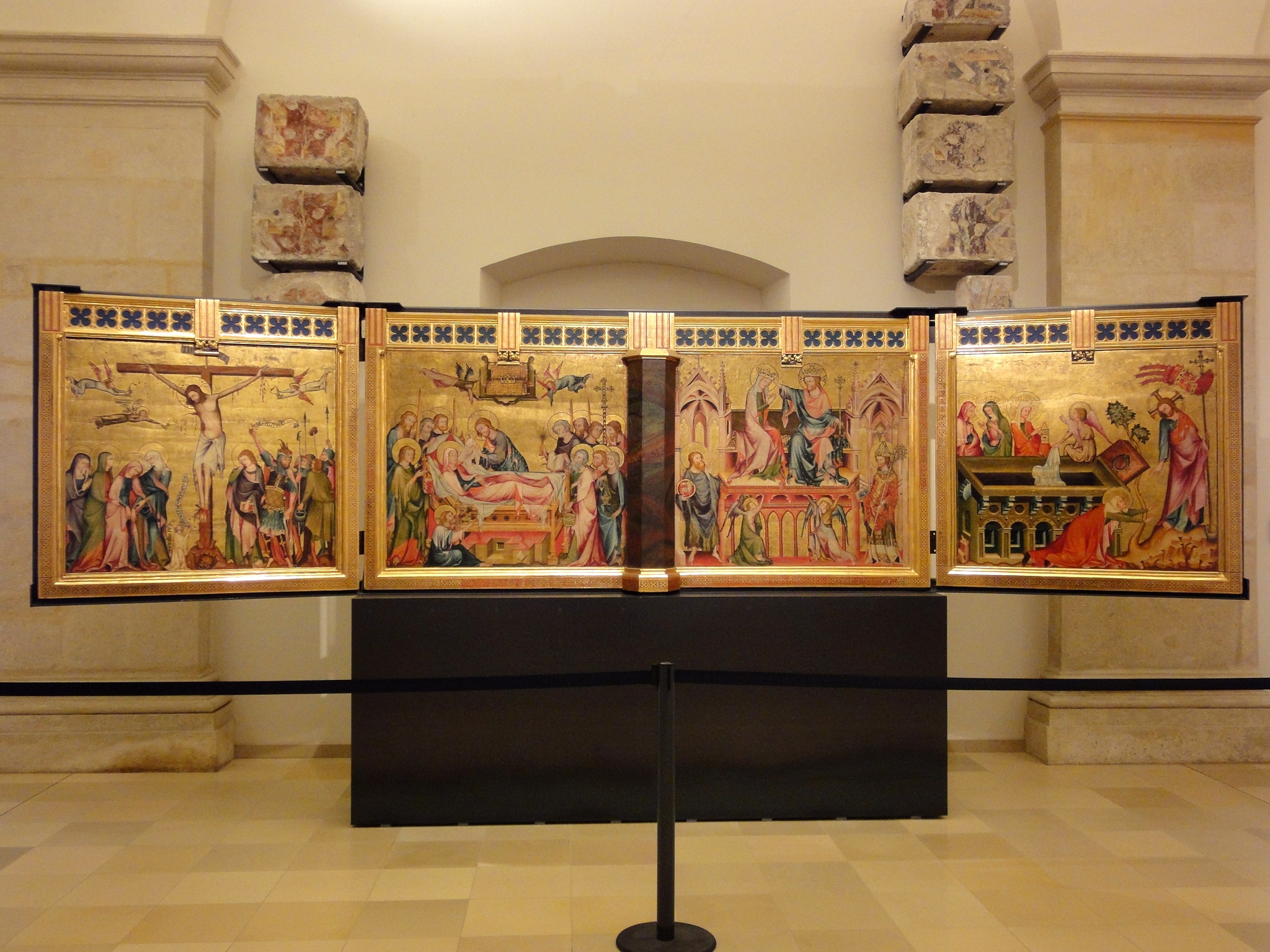
Zadní strana Verdunského oltáře, 1330/31

Gotický malíř známý jako Mistr Klosterneuburského oltáře vytvořil obrazy na zadní straně oltáře kolem roku 1330/1331. Patří k nejstarším dochovaným příkladům deskové malby severně od Alp. Byly zkombinovány se smaltovanými deskami Mikuláše z Verdunu, když vznikal křídlový oltář. Teprve ve 20. století byly z oltáře z konzervačních důvodů opět odděleny. Ve střední části je vlevo Smrt Marie a vpravo Korunovace Marie. Na levém bočním křídle je vyobrazeno Ukřižování Páně, na kterém se jakožto donátor nechal zvěčnit i probošt Štěpán ze Sierndorfu. Pravé boční křídlo zobrazuje Vzkříšení Páně se zobrazením Tří Marií u hrobu a scénou Noli me tangere spojených do jednoho obrazu. Stylově jsou malby ovlivněny jak Francií (figurální kompozice, drapérie), tak Itálií (architektonické prvky, ikonografické detaily).